# Марджине
Марджине (рум. Margine) — село у повіті Біхор в Румунії. Входить до складу комуни Абрам.
Село розташоване на відстані 426 км на північний захід від Бухареста, 45 км на північний схід від Ораді, 106 км на північний захід від Клуж-Напоки.

## Населення
За даними перепису населення 2002 року у селі проживали 574 особи, з них 572 особи (99,7%) румунів. Рідною мовою 572 особи (99,7%) назвали румунську.